# Sikorsky XBLR-3
El Sikorsky XBLR-3 fue un bombardero cuatrimotor diseñado en 1935-36 como competidor del Boeing XBLR-1 (XB-15) y el Douglas XBLR-2 (XB-19), diseñado por la estadounidense Sikorsky.

## Diseño y desarrollo
El concepto original del XBLR-3 era un diseño de doble botalón con dos hélices tractoras/impulsoras, y muchas posiciones de armas; más tarde evolucionó hacia un diseño más convencional de bombardero cuatrimotor. 
El 5 de febrero de 1935, el Cuerpo Aéreo del Ejército de los Estados Unidos inició el estudio de una nueva categoría de aviones bombarderos pesados de largo alcance (BLR, Bomber, Long Range). No se trataba de crear un avión adecuado para la producción en serie, sino más bien de un estudio conceptual para demostrar las oportunidades en esta área en ese momento. Todo el trabajo sobre este tema fue rodeado de un estricto secreto y designado con el nombre en código Proyecto D.
El desarrollo de un avión adecuado a los principios del Proyecto D solo fue realizado por dos fabricantes (Douglas y Sikorsky) y fue con ellos con los que el USAAC concluyó los contratos pertinentes en la segunda mitad de 1935. En julio del mismo año, el proyecto de Douglas recibió la designación militar XBLR-2 y el de la compañía Sikorsky, XBLR-3. El Cuerpo Aéreo esperaba que las dos compañías preparasen un diseño preliminar y detallado del bombardero, una maqueta en madera y que primero realizasen y pusieran a prueba las partes más críticas y los componentes de la estructura. Los prototipos de ambos bombarderos debían entregarse para realizar pruebas a finales de marzo de 1938.
El proyecto de bombardero Sikorsky XBLR-3 (más conocido en la compañía con el nombre de Proyecto M5-35) se desarrolló en la segunda mitad de 1935, y el 29 de febrero de 1936 se envió a los representantes del USAC para su revisión. La compañía Sikorsky no tenía hasta ese momento ninguna experiencia en la construcción de aviones terrestres tan grandes, pero el proyecto XBLR-3 utilizó una gran cantidad de experiencia y algunas soluciones técnicas obtenidas previamente en la construcción de los hidroaviones polimotor S-40 y S-42, y especialmente de los XPBS-1 militares. El avión propuesto iba a ser una estructura metálica grande, de ala baja, con una cola clásica y un tren de aterrizaje triciclo con rueda delantera. La rueda delantera iba a retraerse en un hueco en la parte delantera del fuselaje, mientras que las ruedas principales se plegaban en huecos de las partes traseras de la pareja interior de góndolas motoras. Las alas trapezoidales con una relación de aspecto de 9,11 estaban equipadas con alerones y flaps en toda su envergadura. Estaba previsto que para propulsar el bombardero se utilizaran cuatro motores en línea Allison XV-3420 de 24 cilindros en W con una potencia de 1600 hp, que eran en realidad una combinación de dos motores en línea V-1710 de 12 cilindros. No se conocen más detalles del armamento defensivo del avión; solo se sabe que la maqueta estaba equipada con una torreta giratoria en la parte posterior del fuselaje, detrás de la cabina de la tripulación.
En marzo de 1936, ambas compañías prepararon maquetas de madera de sus bombarderos, y luego fueron visitadas por expertos del Cuerpo Aéreo. La maqueta y las intenciones del diseño inicial del bombardero Douglas XBLR-2 recibieron las puntuaciones más altas de los militares y, por lo tanto, la continuación de los trabajos en el nuevo avión bombardero pesado fue confiada solo a esta compañía. Los costes demasiado elevados impidieron la implementación simultánea de ambos proyectos y, por lo tanto, el proyecto del Sikorsky XBLR-3 fue cancelado oficialmente. Hasta entonces, se fabricó un modelo de madera del avión a escala 1/25 en Sikorsky, y luego se probó en un túnel de viento perteneciente al Centro de Investigación Langley de la NACA.
A pesar del fracaso del proyecto de bombardero XBLR-3, Sikorsky utilizó posteriormente algunas de sus soluciones estructurales (por ejemplo, alas y cola) en la construcción del hidrocanoa de pasajeros VS-44A, que era una versión civil del XPBS-1 de patrulla y bombardeo.
El XBLR-3 fue el último diseño de avión terrestre preparado por Sikorsky antes de que la compañía se pasase a los helicópteros.

## Especificaciones

### Características generales
- Longitud: 36,58 m
- Envergadura: 62,45 m
- Altura: 10,67 m
- Superficie alar: 428,65 m²
- Peso vacío: 54 422 kg
- Planta motriz: 4× motor lineal de 24 cilindros en W refrigerado por líquido Allison XV-3420.
  - Potencia: 1193 kW (1600 hp) cada uno.
- Hélices: 4x metálica tripala de paso variable de 4,57 m de diámetro

### Rendimiento
- Velocidad nunca excedida (Vne): 355 km/h
- Velocidad máxima operativa (Vno): 319 km/h (carga completa, al nivel del mar)
- Velocidad crucero (Vc): 209 km/h
- Alcance: 12 312 km (con máximo combustible y a velocidad de crucero)

## Aeronaves relacionadas

### Desarrollos relacionados
- Boeing XBLR-1
- Douglas XBLR-2

### Secuencias de designación
- Secuencia BLR-_ (Bombardero de Largo Alcance del USAAC, 1935-36): BLR-1 - BLR-2 - BLR-3